# Binarna waga słów
Binarna waga słów  — najprostszy schemat (metoda) określania relatywności dokumentu względem termu (zadanej frazy, słowa).
Określa współczynnik wij=1 lub wij=0, 
wij oznacza słowo i w dokumencie j z kolekcji dokumentów;
Mówiąc ogólnie metoda ta daje jedynie informacje czy dane słowo w występuje w dokumencie i czy też nie i nadaje współczynnikowi wij odpowiednią wartość:
- 1 - gdy słowo występuje,
- 0 - gdy słowo nie występuje,

Wagi są przypisywane do terminów w pliku indeksu. Metoda ta jest wykorzystywana przez najprostsze wyszukiwarki, które stwierdzają jedynie występowanie słowa w zaindeksowanym dokumencie. Im bardziej wyrafinowana wyszukiwarka, tym bardziej złożony schemat ważenia. 